# Уборок (Середино-Будський район)
Уборок, — колишнє село в Україні, у Середино-Будському районі Сумської області. Підпорядковувалось Чернацькій сільській раді.
Станом на 1988 рік в селі проживало 20 людей.
1993 року рішенням Сумської обласної ради зняте з обліку.

## Географічне розташування
Уборок знаходилося на відстані 1 км з селами Демченкове та Лужки.